# Sud Lípez
Sud Lípez é uma província da Bolívia localizada no departamento de Potosí, sua capital é a cidade de San Pablo de Lípez.
- Fotos de Sud Lipez